# Tratado Robinson-Cháves
El Tratado Robinson-Cháves fue un "convenio de amistad, alianza y mutua protección," firmado el 16 de diciembre de 1843 entre el Reino de Mosquitia y el Estado de Honduras.
El tratado fue negociado y firmado por el General Thomas Lowry Robinson por Mosquitia y el ministro de Relaciones, Coronado Chávez, por el Estado de Honduras, y contiene 15 artículos.
Los artículos primero y segundo permitían la libre circulación de los mosquitianos a Honduras y de los hondureños a Mosquitia y que estuvieran sujetos a las mismas normas y leyes de cada gobierno respectivo.
El tercer artículo permitía el trato mutuamente respetuoso de los funcionarios estatales y la concesión de honores de acuerdo con las leyes de cada estado.
El cuarto artículo permitía el establecimiento de mensajeros mensuales en la oficina de correos de Juticalpa o en el puerto de Trujillo para recoger y dejar la correspondencia oficial de cada gobierno respectivo.
El artículo quinto permitía a los mosquitianos entrar "libremente a Honduras" con sus productos para intercambiarlos o venderlos con los "centroamericanos".
Los artículos sexto y séptimo establecen que los mosquitianos o los hondureños no permitirán la entrada de mercancías extranjeras en sus estados, pero si lo hicieran y fueran detenidos, serían castigados por las leyes de cualquiera de los dos estados en los que fueran detenidos y se les quitarían las mercancías.
El artículo octavo daba permiso al estado de Honduras para establecer, si era necesario, colonias en la desembocadura del río Negro, del río Guayape, o de ambos, con el fin de establecer aduanas para hacer cumplir los derechos de importación y hacer fortificaciones para asegurar y prevenir los ataques extranjeros y el contrabando.
El noveno artículo establecía que los mosquitianos ofrecerían su ayuda al Estado de Honduras siempre que fuera necesario.
El décimo artículo establecía que el estado de Honduras podría contratar con otras naciones para establecer colonias, y si se establecían en el territorio de Mosquitia, los beneficios se dividirían entre los mosquitianos y los hondureños.
El artículo undécimo establecía que el Estado de Honduras se encargaría de colocar en las casas de algunos artesanos a niños mosquitianos para que aprendieran artes mecánicas.
El artículo duodécimo establecía que ambos gobiernos colaborarían para contribuir a elevar, por los mejores medios posibles, la educación de los mosquitianos, "siendo únicamente deber del Gobierno de Honduras proponerlos, aprobarlos o facilitarlos, y del General Lowry el de ponerlos en práctica y ensayarlos".
El artículo decimotercero declaraba que la nación mosquitiana quedaba bajo la protección del estado de Honduras, siendo éste "el principal objeto del General Tomas Lowry Robinson".
El decimocuarto artículo preveía el cumplimiento mutuo del tratado y la adición de más artículos para circunstancias futuras bajo consentimiento unánime.
El artículo decimoquinto establecía que el presente tratado pasaría a la Cámara Legislativa de Honduras para su ratificación.